# Cavia intermedia
Cavia intermedia é uma espécie rara de roedor da família Caviidae, parente dos porquinhos-da-índia.
Endêmica do Brasil, é encontrada apenas na maior ilha do pequeno arquipélago de Moleques do Sul, no estado de Santa Catarina, próximo à Florianópolis e Palhoça. Sua população está estimada apenas entre 40 a 50 indivíduos.

## Descrição
Esta espécie rara de preá mede aproximadamente 25 cm de comprimento e pesa cerca de 600 gramas. É um  herbívoro terrestre, vivendo apenas no chão. Alimenta-se basicamente de uma espécie de grama (Paspalum vaginatum) e uma espécie de árvore (a maria-mole - Guapira opposita) que chega com suas folhas próximas do chão, ambas plantas comuns em seu habitat. Em menor grau, se alimenta também de ervas rasteiras, além de trepadeiras e arbustos que chegam com suas folhas ao chão.
Reproduz-se durante o ano inteiro, especialmente no verão. Cada fêmea tem de um a dois filhotes e a gestação dura dois meses. A prole nasce com cerca de metade do tamanho do adulto. Vivem em média de 2 a 3 anos, chegando no máximo a 4 anos de idade.

### Descoberta e origem da espécie
O primeiro registro do préa nas Ilhas Moleques do Sul foi realizado em 1989, na época sendo considerada apenas uma população isolada (insular) de Cavia aperea, uma das espécies de preás que vivem no continente. Porém, através de pesquisas científicas, em 1991 descobriu-se que devia se tratar de uma nova espécie, com características diferentes das demais espécies de preá do gênero Cavia. Assim, em 1999 foi publicada a pesquisa que a reconheceu oficialmente como uma nova espécie, se chamando Cavia intermedia por apresentar características físicas intermediárias ao compará-la com as espécies Cavia magna e Cavia aperea. 
Acredita-se que tenham evoluído a partir de indivíduos da espécie Cavia magna que foram isolados há cerca de 8.000 mil anos atrás durante a formação das Ilhas Moleques do Sul, através da subida do nível do mar no processo de fim da última era glacial.

## Conservação e ameaças
Cavia intermedia é atualmente considerada criticamente em perigo pela União Internacional para a Conservação da Natureza (IUCN), devido ao número estimado de adultos remanescentes ser de apenas 40 a 50 indivíduos, bem como o fato da distribuição geográfica ser uma das menores dentre todos os mamíferos do planeta (cerca de 10 hectares). Por conta da limitação territorial, Cavia intermedia praticamente não apresenta mais variabilidade genética . No entanto, a maior risco de extinção da espécie está no pequeno número de femeas adultas disponíveis na população, sob constantes ameaças pelo uso humano da ilha com uso de fogueiras e introdução de espécies exóticas. Além disso, a introdução de um animal que possa tornar-se seu predador na ilha pode exterminá-la.